# Trobada de Napa
La Trobada de Napa va ser una reunió d'alguns dels investigadors pioners en les noves tècnicques d'edició del genoma amb experts en ètica i dret per tractar els límits de l'experimentació amb l'ADN que es va celebrar a Napa, Califòrnia, el 24 de gener del 2015. El resultat de la trobada es va interpretar com una moratòria a l'espera de noves trobades per temor als efectes secundaris que es podrien produir.
Les conclusions es van publicar a la revista Science el 19 de març del 2015 amb quatre recomanacions. La primera era desincentivar qualsevol modificació dels genomes per l'aplicació clínica de les tecnologies en humans. La segona va ser promoure una investigació transparet per evaluar amb eficàcia i especificitat l'edició genòmica en humans i els models rellevant no humans per la teràpia genètica, així com la implementació i estandardització de mètodes per determinar la freqüència dels efectes secundaris i la utilitat del CRISPR/Cas9 en humans i no humans. El tercer punt era organitzar fòrums de debat internacionals entre científics, bioètics, governs, grups de pressió i públic en general per tal de per examinar aquestes qüestions i fer recomanacions regulatòries, no només per discutir els riscos i els beneficis, sinó també les implicacions ètiques, legals i socials d'utilitzar l'edició genètica per alterar el codi genètic.
La carta de la revista Science anomenada Un camí prudent per avançar en l'enginyeria gtenòmica i la modificació genètica estava firmada per 18 autors, entre els que hi havia David Baltimore, Paul Berg, Alta Charo, George Church, George Daley, Jennifer Doudna, Ed Penhoet, Keith Yamamoto, Jonathan Weissman i Dana Carroll. L'article feia una crida a "descoratjar clarament ... els intents de modificació del genoma germinal per a l'aplicació clínica en humans, mentre que les implicacions socials, ambientals i ètiques d'aquesta activitat es discuteixin entre les organitzacions científiques i governamentals".
Seguint la última recomanació es van fer dues reunions a Washington i una a París entre desembre del 2015 i abril del 2016.